# 立体异构

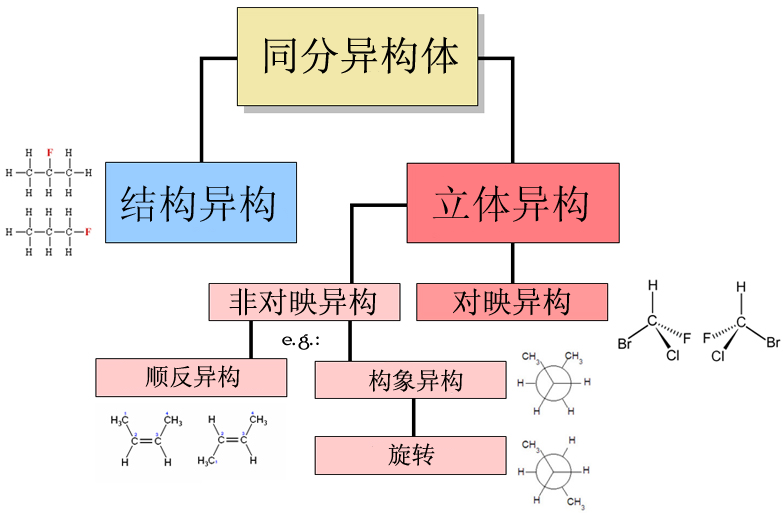
同分異構物的分類

立体异构（stereoisomerism）是在具有相同分子式的分子中，虽然原子间的连接方式或成键方式无差异，但因原子的空间排列不同而引起的异构现象。立体异构体（stereoisomer）根据IUPAC金色书的定义，是具有相同原子连接顺序，但原子在空间排列不相同的同分异构体。
具有不同光学性质的立体异构体又称光学异构体，但“光学异构”一词是IUPAC不推荐的用法。
以前将立体异构划分为几何异构、旋光异构和构象异构三类，但目前较好的分类是将其分为对映异构和非对映异构两类，其中非对映异构又包括顺反异构（即几何异构）和构象异构。

## 对映异构体
对映异构体是指互为镜像关系且不能重合的分子。它们在手性中心的构型是不相同的，因此可以使平面偏振光在不同方向偏转等量的角度。除此之外，它们在非手性环境中的性质基本上是相同的，例如熔点、沸点、溶解度等等。但在手性环境中，它们的性质是不相同的，它们的生理活性（生物体是手性环境）和在手性试剂、催化剂和溶剂作用下的反应速率就可能有很大差异。
由一对对映异构体按相等的的物质的量混合的物质称为外消旋混合物，因为该混合物无法使平面偏振光偏转。混合的过程或使纯的对映异构体物质转变为包含等量对映异构体物质的化学反应称为外消旋化。外消旋体的物理性质如熔点、溶解度等与相应的对映体（以及内消旋体，如果有的话）性质一般不同的。

## 非对映异构体
非对映异构体是指所有不属于对映异构体的立体异构体，即不呈镜像关系的旋光异构体。它包括内消旋化合物、顺反异构体、构象异构体以及具一个或多个手性中心但不呈镜像关系的立体异构体。一般情况下，它们不仅旋光性质不同，而且很多物理和化学性质也不相同。
|                                              |                         |              |
| （天然存在的酒石酸） L-(+)-酒石酸 右旋酒石酸 | D-(-)-酒石酸 左旋酒石酸 | 内消旋酒石酸 |
| （1:1） DL-酒石酸 外消旋酒石酸               |                         |              |